# Bistum Francistown
Das Bistum Francistown (lat.: Diocesis Francistaunensis) ist eine in Botswana gelegene Diözese der römisch-katholischen Kirche mit Sitz in Francistown.

## Geschichte
Es wurde am 27. Juni 1998 aus Gebietsanteilen des Bistums Gaborone als Apostolisches Vikariat errichtet und 2007 dem Erzbistum Pretoria als Suffraganbistum zugeordnet. Das Territorium des Bistums umfasst etwa zwei Drittel des Staatsgebiets Botswanas.
Am 2. Oktober 2017 erhob Papst Franziskus das Apostolische Vikariat in den Rang eines Bistums.

## Ordinarien

### Apostolischer Vikar
- Franklyn Nubuasah SVD (1998–2017)

### Bischof
- Franklyn Nubuasah SVD (2017–2019, dann Bischof von Gaborone)
- Anthony Pascal Rebello SVD (2021–2024)
- Sedisvakanz (seit 2024)